# 1816
1816 (MDCCCXVI) var ett skottår som började en måndag i den gregorianska kalendern och ett skottår som började en lördag i den julianska kalendern.

## Händelser

### Sommaren
- Sommaren – Norra Europa och Nordamerika drabbas av hungersnöd och epidemier orsakade av ett vulkanutbrott, Tambora, i nuvarande Indonesien året innan. Händelsen blir känd som året utan sommar.

### Juni

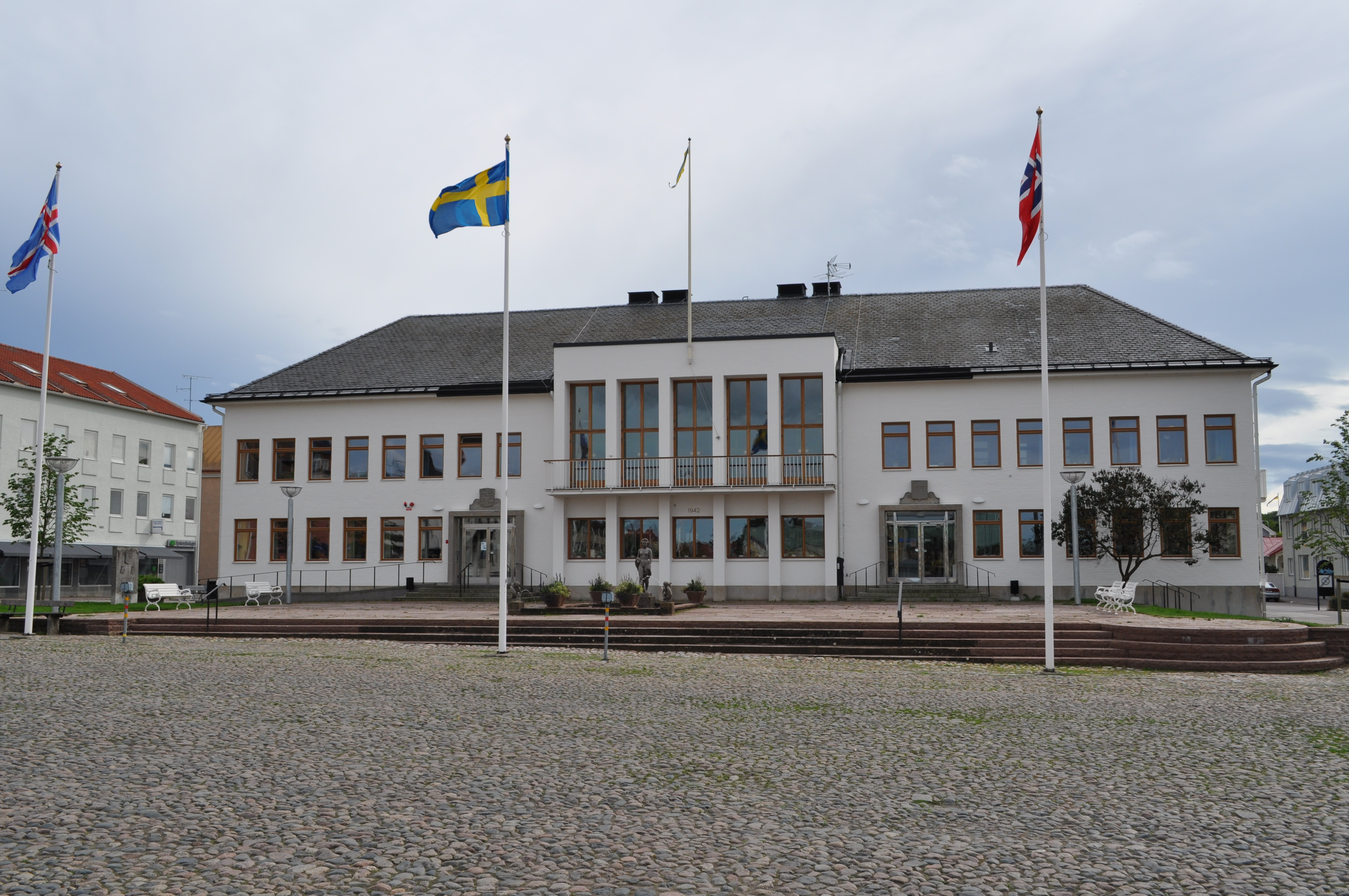
Borgholm.

- 28 juni – Borgholms stad på Öland får stadsprivilegier.[1]

### Juli

Argentina.

- 9 juli – Argentina blir självständigt från Spanien.[2]

### Augusti
- 23 augusti – Staden Bathurst grundas i Brittiska Västafrika.[3]

### December
- 11 december – Indiana blir den 19:e delstaten att ingå i den amerikanska unionen.[4]

### Okänt datum
- Amerikanska soldater förstör Nicholls Fort i Spanska Florida, vilket har använts som bas för räder in på USA:s territorium.[5]
- Första Seminolekriget bryter ut då seminoleindianerna, som använt sitt område som tillflykt för förrymda slavar och gränsbrottslingar, anfalls av amerikanska soldater som går in i norra Spanska Florida. Spanska utposter angrips och ockuperas och brittiska medborgare dödas.[5]
- Världens första ännu utkommande bergsvetenskapliga tidskrift, den svenska Jernkontorets annaler, börjar utges.
- Den svenska riksdagen antar en tulltaxa, som bland annat innehåller 350 importförbud.
- Kronprins Karl Johan ansluter Sverige till den heliga alliansen. Alla Europas monarker, förutom påven och sultanen, går med i alliansen.
- Samuel Owen provkör sin och Sveriges första ångbåt, Stockholmshäxan på Mälaren.
- Erik Gustaf Geijer och Arvid August Afzelius avslutar utgivningen av Svenska Folk-wisor från forntiden.
- Den första luftballongsfärden i Lappland företas.
- Sverige lagstiftar, som första land i världen, om att alla barn under två år skall vaccineras mot smittkoppor.
- Den skotske prästen Robert Stirling uppfinner stirlingmotorn.

## Födda

### Första kvartalet

#### Januari
- 3 januari – Samuel C. Pomeroy, amerikansk republikansk politiker, senator 1861–1873.
- 8 januari – Isak Georg Stenman, svensk författare.
- 12 januari – Willis A. Gorman, amerikansk demokratisk politiker och general.
- 26 januari – Benjamin Flanders, amerikansk republikansk politiker.

#### Februari
- 3 februari
  - Edward James Gay, amerikansk demokratisk politiker, kongressledamot 1885–1889.
  - Carl Olof Rosenius, svensk väckelsepredikant.
- 7 februari – Jean Frédéric Frenet, fransk matematiker.
- 20 februari – Anders Jönsson, svensk direktör och riksdagsman.
- 21 februari – Ebenezer Rockwood Hoar, amerikansk jurist och republikansk politiker.
- 24 februari – Timothy O. Howe, amerikansk politiker och jurist.

#### Mars
- 5 mars – Rodman M. Price, amerikansk demokratisk politiker, guvernör i New Jersey 1854–1857.
- 16 mars – Hermann Willebrand, tysk arkitekt.

### Andra kvartalet

#### April
- 21 april
  - Charlotte Brontë, brittisk författare.
  - Louis Wigfall, amerikansk politiker och general.

#### Maj
- 5 maj – Jean-Joseph Farre, fransk militär och politiker.
- 30 maj – Robert Prutz, tysk författare.

#### Juni
- 3 juni – Gustaf Andersson i Sundsvall, svensk jurist och riksdagsman.
- 4 juli – James B. Howell, amerikansk republikansk politiker, senator 1870–1871.

### Tredje kvartalet

#### Juli
- 5 juli – Anders Melcher Myrtin, svensk häradshövding och riksdagsman.
- 14 juli – Arthur de Gobieau, fransk diplomat och historiefilosof.
- 21 juli – Paul Reuter, tysk baron och grundare av nyhetsbyrån Reuters.

#### Augusti
- 5 augusti – Acton Smee Ayrton, brittisk jurist och politiker.

#### September
- 11 september – Carl Zeiss, tysk finmekaniker och optiker.
- 20 september – Fredrik August Dahlgren, svensk författare.
- 22 september – Fredrik Brusewitz, svensk disponent och politiker.
- 23 september – Elihu B. Washburne, amerikansk republikansk politiker, USA:s utrikesminister 1869.
- 28 september – Johan Knutson, finlandssvensk målare.

### Fjärde kvartalet

#### Oktober
- 20 oktober – James W. Grimes, amerikansk politiker.
- 28 oktober – Malwida von Meysenbug, tysk författare.

#### November
- 6 november – Curtis Hooks Brogden, amerikansk politiker.
- 7 november – Brita-Kajsa Karlsdotter, svensk textilkonstnär, känd för att ha utvecklat anundsjösömmen.
- 19 november – André Oscar Wallenberg, svensk bankir.

#### December
- 3 december – Christian Anders Sundin, svensk sjömilitär och riksdagspolitiker.
- 13 december – Clement Claiborne Clay, amerikansk politiker.
- 26 december – John McClannahan Crockett, amerikansk politiker.

## Avlidna

### Första kvartalet

#### Januari
- 14 januari – Rutger Macklean, 73, svensk friherre, politiker och skiftesreformist.
- 24 januari – Pehr Hörberg, 69, svensk konstnär.
- 27 januari – Samuel Hood, 91, viscount och engelsk amiral.

#### Februari
- 6 februari – Henrik Gahn, 69, svensk läkare.
- 11 februari – Sophie Piper, 58, svensk grevinna.

#### Mars
- 19 mars – Heinrich Christoph Koch, 66, tysk kompositör.

### Andra kvartalet

#### April
- 11 april – Christian Leberecht Vogel, 57, tysk konstnär.

#### Maj
- 13 maj – Joseph Hardtmuth, 57, österrikisk industriidkare.

#### Juni
- 5 juni – Giovanni Paisiello, 76, italiensk kompositör.

### Tredje kvartalet

#### Juli
- 5 juli – Dorothea Jordan, 64, irländsk skådespelare.
- 27 juli – Olof Tempelman, 71, svensk arkitekt, professor vid Konstakademien från 1779.

#### Augusti
- 29 augusti – Johann Hieronymus Schröter, 70, tysk astronom.

#### September
- 3 september – Friedrich Ludwig Schröder, 71, tysk skådespelare.

### Fjärde kvartalet

#### Oktober
- 14 oktober – George Madison, 53, amerikansk militär och politiker, guvernör i Kentucky 1816.

#### November
- 6 november – Gouverneur Morris, 64, amerikansk politiker, senator 1800–1803.

#### December
- 27 december – Julie Reventlow, 53, dansk grevinna, salongsvärd och författare.

### Fotnoter
1. ↑  ”Arkiv Digital: Borgholm”. http://www.arkivdigital.se/sources/651?county=8&volume_types=all.
2. ↑  ”Argentina” (på engelska). World Statesmen. http://worldstatesmen.org/Argentina.html. Läst 9 november 2012.
3. ↑  ”The Gambia”. http://www.worldstatesmen.org/Gambia.html.
4. ↑  ”World Statesmen (läst 3 april 2011)”. http://www.worldstatesmen.org/US_states_V-W.html#Indiana.
5. 1 2  ”USA:s militära insatser i utlandet 1798-2004”. Arkiverad från originalet den 9 december 2013. https://web.archive.org/web/20131209174005/http://www.history.navy.mil/library/online/forces.htm. Läst 30 januari 2011.